# Anaxipha minuta
Anaxipha minuta är en insektsart som först beskrevs av Carl von Linné 1767.  Anaxipha minuta ingår i släktet Anaxipha och familjen syrsor. Inga underarter finns listade i Catalogue of Life.